# Panzerkampfwagen V Panther
Panzerkampfwagen V Panther (Sd.Kfz.171) – niemiecki czołg średni z okresu II wojny światowej.
Panther nie był jedynym podstawowym pojazdem niemieckich sił pancernych późnego okresu wojny. Rolę tę dzielił z PzKpfw IV (większość modeli PzKpfw IV wyposażona była w skuteczne działa 7,5 cm KwK 40 L/43 lub L/48, pozwalające na niszczenie radzieckich T-34-85), gdyż do końca wojny powstało zaledwie niecałe 6000 sztuk, co nie pozwalało na wymianę wszystkich Panzer IV.

## Historia

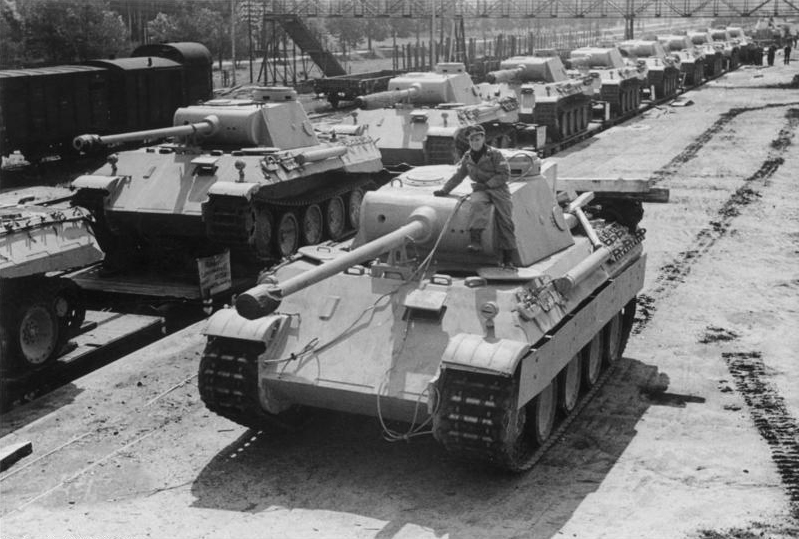
Czołgi Panther Ausf. D, 1943 r. Wersję D można rozpoznać po cylindrycznej wieżyczce dowódcy i/lub prostokątnym otworze na kadłubowy KM.

Wóz wprowadzono do służby w 1943 roku jako bezpośrednią odpowiedź na radziecki czołg średni T-34. Bardzo trudny do zniszczenia przez poprzednie niemieckie czołgi z racji pochylonego pancerza. Pantera naśladowała to proste i bardzo skuteczne rozwiązanie, lecz jej pancerz był grubszy, a działo potężniejsze. Podczas chrztu bojowego, w czasie bitwy na łuku kurskim, Pantery Ausf.D zawiodły z powodu licznych problemów technicznych. W bitwie utracono około 150 czołgów tego typu z użytych 204, zdecydowaną większość z powodu awarii napędu i silnika. Walki dowiodły jednak wysokiej jakości opancerzenia – tylko kilka pojazdów zostało zniszczonych trafieniami artylerii, a ani jedno bezpośrednie trafienie w płytę czołową kadłuba nie okazało się groźne. Po wyeliminowaniu wad fabrycznych Pantery szybko stały się groźnym przeciwnikiem dla radzieckich sił pancernych.
W walce bezpośredniej Pantery były zdecydowanie bardziej zaawansowane technicznie zarówno od T-34 (wersje z działem kalibru 76 mm, choć właściwościami balistycznymi działo Pantery przewyższało także armatę 85 mm), jak i od M4 Sherman, podstawowego czołgu wojsk amerykańskich. Grubszy pancerz i silniejsze działo dawały Panterze przewagę w pojedynkach z czołgami średnimi przeciwnika. Poważną wadą był jednak duży koszt jednostkowy i czasochłonność produkcji. Do końca wojny wyprodukowano prawie 6000 Panter, podczas gdy T-34 i Shermanów wyprodukowano łącznie około 100 000. Dopiero wprowadzenie przez Rosjan czołgu ciężkiego IS-2 oraz ciężkich dział pancernych dało radzieckim czołgistom większe szanse w starciu z Panterami.
Przy porównaniu tym trzeba jednak pamiętać, że Pantera ważyła około 45 t, czyli o 13 t więcej niż T-34 i Sherman, które ważyły około 32 t. Można nawet twierdzić, że Pantera powinna być uważana za czołg ciężki, gdyż na przykład radziecki IS-2, klasyfikowany jako czołg ciężki, ważył 46 t, a więc niewiele więcej niż Pantera. Głównym atutem czołgu był gruby przedni pancerz i celne działo zdolne przebić każdy czołg średni wroga. Jedną ze słabości był boczny pancerz podobny do tego zastosowanego w innych czołgach średnich. Najskuteczniejszą taktyką aliantów do walki z panterą było wykorzystywanie przewagi liczebnej do zajścia jej od flanki.

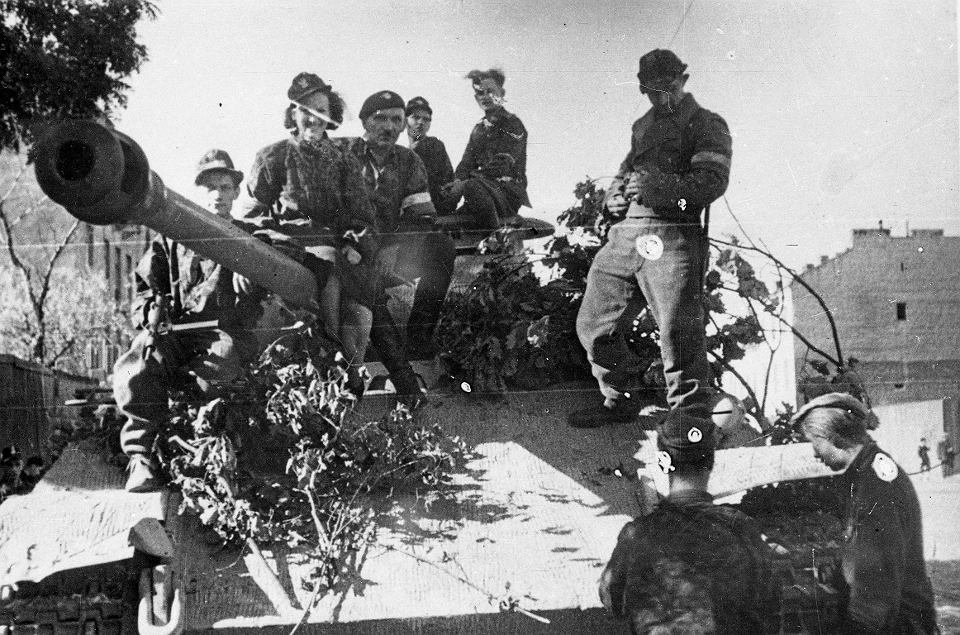
Powstanie warszawskie 1944 – czołg Panther z plutonu pancernego „Wacek” Wacława Micuty zdobyty przez powstańców z batalionu „Zośka”

W pierwszych dniach powstania warszawskiego oddziały AK zdobyły dwa czołgi typu Panther, którym przywrócono sprawność bojową i wcielono do służby. Pantera o nazwie „Magda”, wsparta przez oddziały batalionu szturmowego „Zośka”, 5 sierpnia 1944 r. zdobyła i oswobodziła 348 żydowskich więźniów obozu koncentracyjnego przy ul. Gęsiej, tzw. Gęsiówki.
Po zakończeniu II wojny światowej ok. 50 czołgów typu Panther znalazło się na wyposażeniu Armii Francuskiej. Tego typu pojazdy miał batalion pancerny 503. regimentu stacjonujący w Mourmelon. Do końca 1950 roku został on przezbrojony w 60 francuskich czołgów ARL 44 – wyposażonych w silniki Maybach HL 230 zastosowane w czołgu Panther.
Uzbrojeniem czołgu była niemiecka armata czołgowa KwK 42 L/70 – uważana za jedną z najlepszych armat produkowanych podczas II wojny światowej. Wysoka celność oraz znacząca prędkość wylotowa pocisku stanowiła poważne zagrożenie dla każdego alianckiego czołgu. Innowacją był sposób odpalania pocisku poprzez prąd elektryczny, a nie jak w konstrukcjach dotychczasowych – za pomocą iglicy. Realnym zagrożeniem dla czołgu Panther była radziecka armata D-25T użyta w czołgu IS-2. Efektywność działa KwK 42 L/70 kalibru 75 mm pokrywała się z osiągami balistycznymi radzieckiej armaty czołgowej D-25T kalibru 122 mm, której znaczącym uchybieniem był złożony proces ładowania – poprzez zastosowanie amunicji dzielonej. Wersja rozwojowa armaty KwK 42 użyta została we francuskim powojennym czołgu lekkim AMX-13/75.

## Wersje

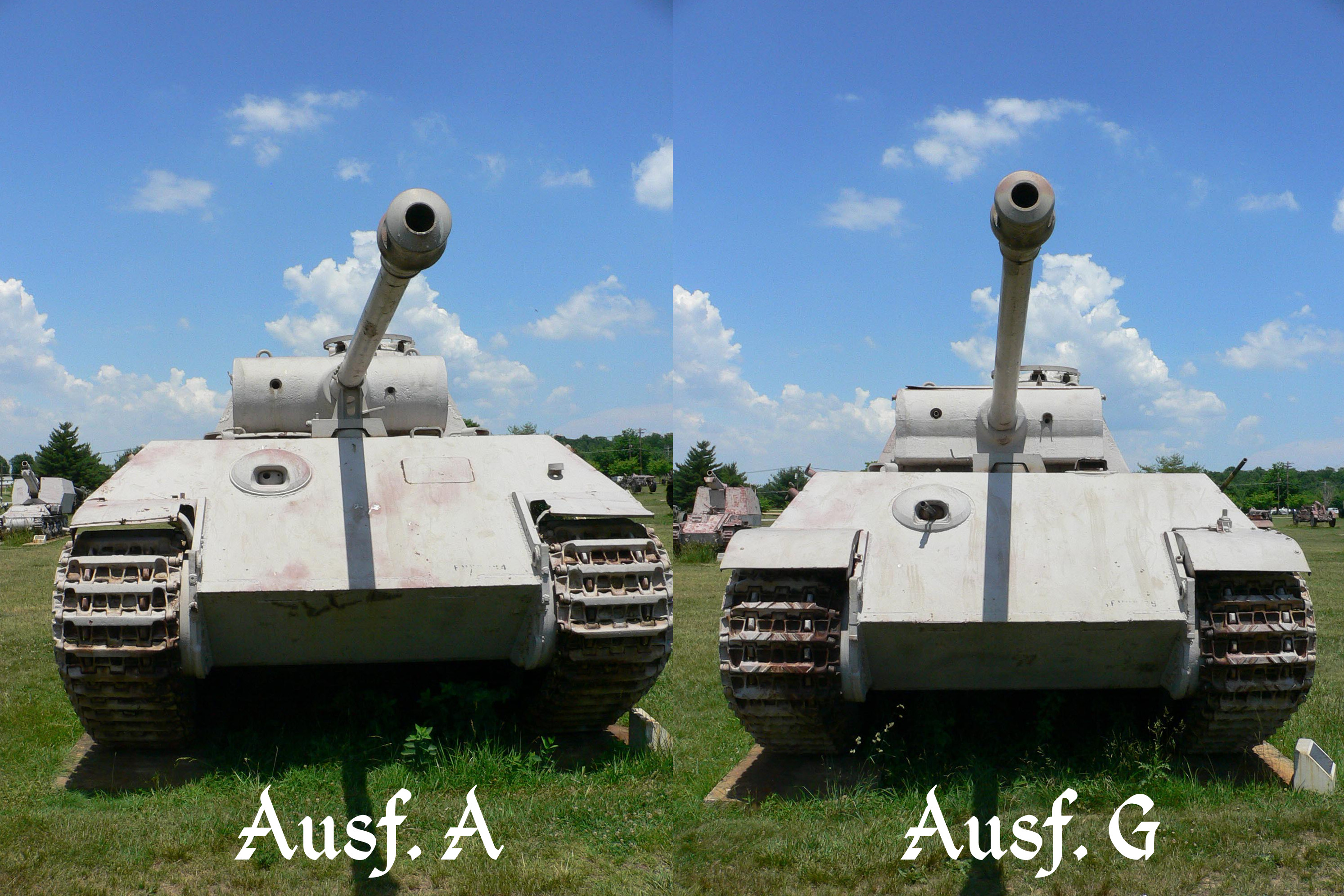
Porównanie wersji Ausf. A (po lewej) oraz Ausf. G (po prawej)

Czołg był produkowany w trzech wersjach – A, D i G. Najliczniej produkowana była wersja G, której od marca 1944 do stycznia 1945 wyprodukowano 3740 sztuk. Wadą pierwszych wersji (Ausf.D) był zbyt słaby pancerz boczny oraz wadliwy układ sterowania żaluzjami w układzie wydechowym, co prowadziło do wielu awarii. W niedługim czasie pojawiła się nowa wersja (Ausf.A), która okazała się o wiele lepsza od swojej poprzedniczki. W nowym pojeździe zamiast wysuwanego MG 34 zastosowano jarzmo kuliste, nową wieżyczkę dowódcy oraz zmieniono wiele wadliwych instalacji. Jednak i ta wersja nie była doskonała. Trafienie w dolną część jarzma powodowało rykoszet w dach kadłuba, co mogło skutkować zabiciem kierowcy lub radiooperatora i uszkodzeniem skrzyni biegów. By zapobiec rykoszetom, stworzono wersję Ausf. G, która miała grubsze i mniej zaokrąglone jarzmo działa.
Wyszczególnione zmiany techniczne poszczególnych wersji w stosunku do poprzednika:
Ausf.A (w stosunku do Ausf.D): nowa kopuła dowódcy, przekonstruowane elementy układu jezdnego, dodanie jarzma kulistego w przedniej płycie pancernej (zamiast wysuwanego MG34);
Ausf.G (w stosunku do Ausf.A): zmiana jarzma działa (zmiana kształtu oraz jego pogrubienie, mające zapobiegać rykoszetom), przekonstruowanie i pogrubienie do 50 mm pancerza bocznego, usunięto wizjer kierowcy z przedniej płyty pancernej (eliminując tym samym słaby punkt), zwiększono zapas amunicji z 79 do 82 sztuk.
Na podwoziu Pantery skonstruowano:
- niszczyciel czołgów Jagdpanther, uzbrojony w działo 8,8 cm KwK 43,
- pojazd ratowniczy Bergepanther (Sd.Kfz 179).

## Dane techniczne

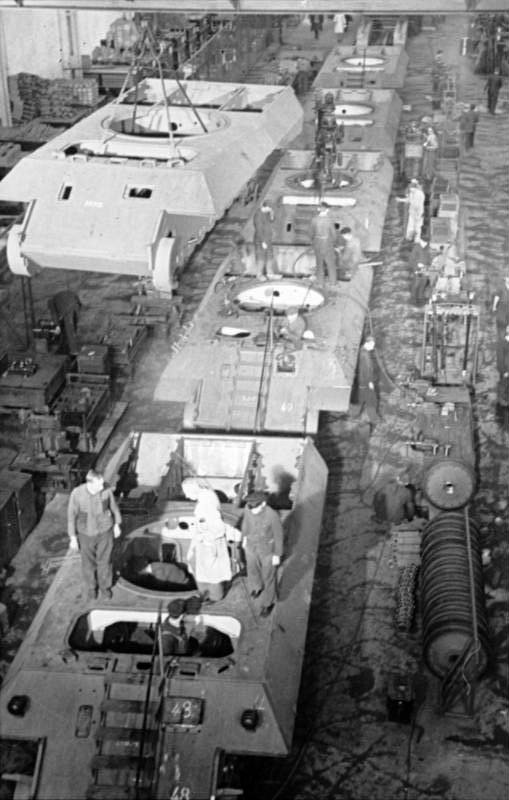
Linia produkcyjna czołgu Panther

- masa całkowita: ok. 45 000 kg (wersja D – 43 000 kg, A i G – 44 800 kg, F – 45 000 kg)
- wymiary: długość 8660 mm, szerokość 3270 mm, wysokość 2995 mm (wyjątek wersja F – 2920 mm)
- jednostka napędowa: 12-cylindrowy benzynowy silnik Maybach HL230 P30 o mocy 522 kW (700 KM)
- prędkość maksymalna: 24 km/h w terenie, 46 km/h na drodze (model F nawet 55 km/h; wyprodukowano tylko dwa egzemplarze)
- zasięg: 100 km w terenie, 250 km na drodze
- uzbrojenie:
  - armata 7,5 cm KwK 42 L/70 kalibru 75 mm, prędkość wylotowa pocisku 935 m/s dla wolframowych podkalibrowych pocisków PzGrW 35, pod koniec wojny stosowano pociski o prędkości wylotowej zwiększonej nawet do 1260 m/s, zapas amunicji wynosił 79 sztuk (Ausf.D i Ausf.A), później 82 sztuki (Ausf.G)
  - dwa uniwersalne karabiny maszynowe MG34 kalibru 7,92 mm z zapasem 4200 nabojów
- pancerz:
  - przód: 65–80 mm utwardzany powierzchniowo
  - wieża: 45 mm (bok i tył), 100 mm (przód Ausf.D i Ausf.A), 100–120 mm (przód Ausf.G)
  - boki kadłuba: 40 mm (Ausf.D, Ausf.A), 50 mm (Ausf.G)
  - tył kadłuba: 40 mm
- załoga: 5 żołnierzy (dowódca, działonowy, ładowniczy, kierowca, radiooperator-strzelec)Schemat pancerza

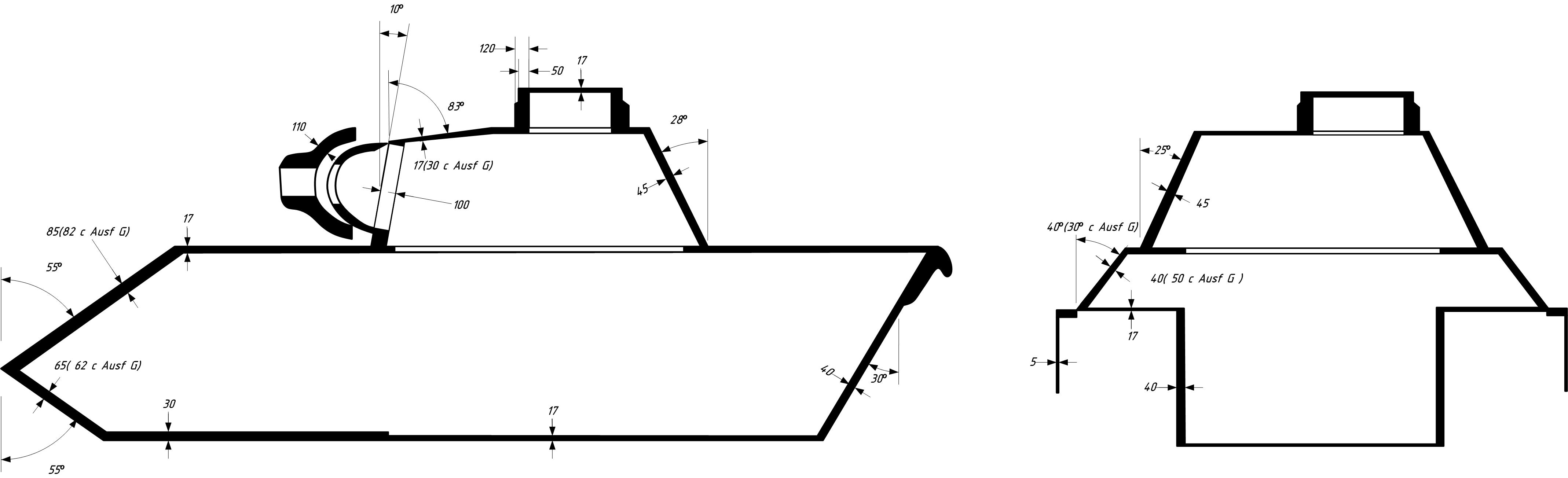
Schemat pancerza

## Planowany rozwój

### Panther II

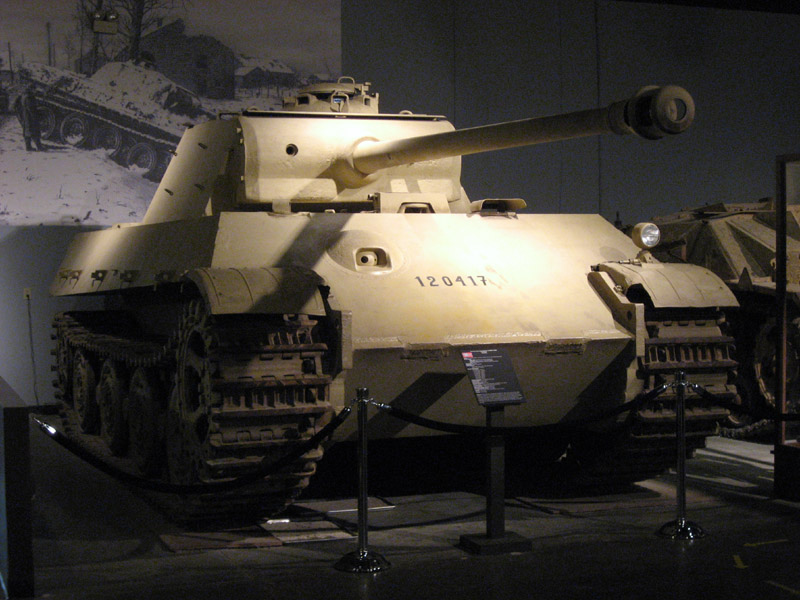
Panther II w Fort Knox

Hitler obawiał się, że pancerz Pantery będzie niewystarczający, dlatego rozpoczęto prace nad nową wersją. Pantera II miała mieć pancerz przedni zwiększony do 100 mm, boczny do 60 mm, a górny do 30 mm. Produkcję zaplanowano na wrzesień 1943 roku. Planowano użyć części z Tygrysa II, by przyśpieszyć produkcję. Nowy byłby również silnik Maybach HL 234 o mocy 900 KM. Rozwój został jednak wstrzymany, prawdopodobnie dlatego, że Pantera radziła sobie wystarczająco dobrze podczas wojny. Powstał jeden prototyp podwozia Pantery II, który został przechwycony przez armię USA i obecnie znajduje się w Fort Knox, wyposażony w standardową wieżę Pantery Ausf. G. Wieża przeznaczona dla Pantery II nigdy nie opuściła stadium projektu.

### Panther Ausf. F

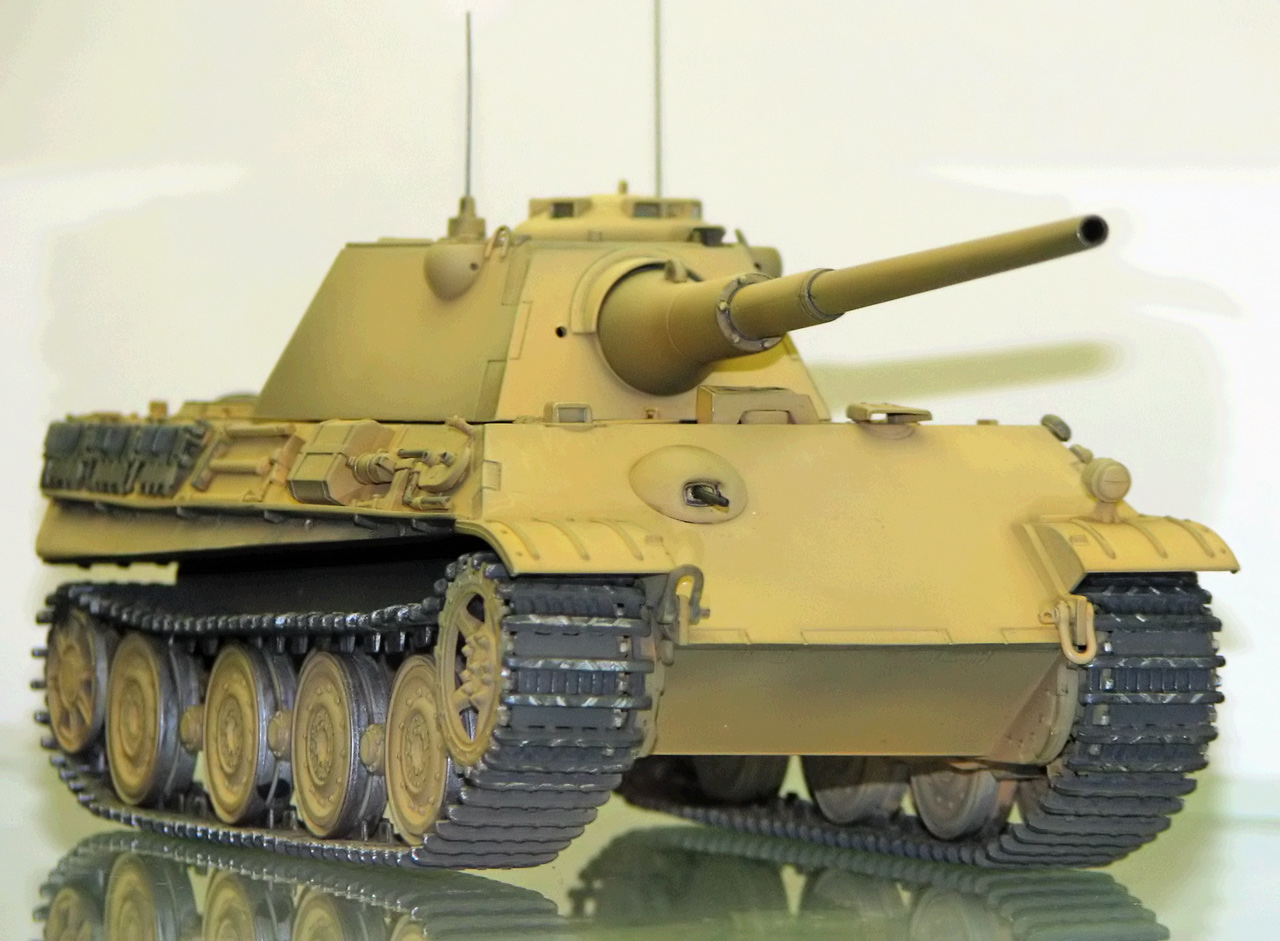
Model Panther Ausf. F

Po tym, gdy anulowano produkcję Pantery II, zaplanowano więcej modyfikacji dla Pantery. Wersja Ausf. F miała trafić do produkcji w kwietniu 1945 roku, byłaby wyposażona w wieżę Schmalturm (dosłownie „wąska wieża”, projekt niepowiązany z wieżą dla Pantery II) o grubości pancerza przedniego 120 mm oraz armatę 75 mm KwK 42 L/70. Planowano również uzbroić czołg w armatę 88 mm KwK 43 L/71, ale prace nad tym nie zostały ukończone przed końcem wojny.

### Flakpanzer Coelian
Samobieżne działo przeciwlotnicze opracowane przez Rheinmetall wyposażone w dwulufowe działko kalibru 37 mm FlaK 43 zamontowane w specjalnie opracowanej wieży. Pojazd nigdy nie opuścił deski kreślarskiej.

### G.W.Panther
Działo samobieżne zaprojektowane w latach 1943–1944 przez Krupp. Stworzono tylko drewnianą makietę.